# Landtagswahl in Salzburg 1919
- SDAPDÖ: 12
- CS: 20
- DF: 8

Die Landtagswahl in Salzburg 1919 wurde am 6. April 1919 durchgeführt und war die erste Landtagswahl im Bundesland Salzburg nach dem Ersten Weltkrieg. 
Die Christlichsoziale Partei wurde mit 45,35 % stärkste Partei. Sie erzielte damit 19 Mandate. Da die Pinzgauer Wirtschaftspartei, die 3,68 % erzielte, ihr Mandat nicht besetzte, fiel es an die Christlichsozialen, die somit die Hälfte der Mandate mit 20 erreichten. Die Sozialdemokratische Arbeiterpartei Deutschösterreichs wurden zweitstärkste Partei mit 29,66 % und 12 Sitzen. Die als Listenbündnis antretenden deutschfreiheitlichen Parteien konnten mit 21,31 % 8 Sitze erzielen. 
Der Landtag wählte eine Landesregierung, die vom christlichsozialen Oskar Meyer als neuem Landeshauptmann geführt wurde.

## Ergebnisse
|                                                                | Stimmen | %        | Mand. |
| Gültig                                                         | 81.245  |          |       |
| Partei                                                         |         |          |       |
| Christlichsoziale Partei (CS)1                                 | 36.863  | 45,35 %  | 19    |
| Sozialdemokratische Arbeiterpartei Deutschösterreichs (SDAPDÖ) | 24.107  | 29,66 %  | 12    |
| Deutschfreiheitliche (DF)2                                     | 17.320  | 21,31 %  | 8     |
| Pinzgauer Wirtschaftspartei (PWP)1                             | 2.955   | 3,68 %   | 1     |
| Gesamt                                                         | 81.245  | 100,00 % | 40    |

1) Ihr wurden 20 Mandate zugeteilt. Da die Pinzgauer Wirtschaftspartei das ihr zustehende Mandat nicht besetzte, fiel es an die Christlichsozialen.

2) Listenbündnis: Freiheitlicher Bauernbund (4.692 Stimmen), Freiheitliche Bürger-, Bauern- und Arbeiterpartei (3.149), Demokratische Ständevertretung (2.218), Deutsche Arbeiterpartei (2.703), Deutscher Bauernbund (1.814), Freiheitliche Volkspartei (1.263), Deutsche Volkspartei (317), Unabhängige Wirtschaftspartei (237) und Deutscher Volksverein (927).